# Віктор Ердьош
Віктор Ердьош (угор. Erdős Viktor нар. 2 вересня 1987, Бекешчаба) — угорський шахіст, гросмейстер від 2007 року.

## Шахова кар'єра
Неодноразово представляв Угорщину на чемпіонатах світу та Європи у різних вікових категоріях, найбільшого успіх досягнув у 2001 році в Орпезі, де завоював титул чемпіона світу до 14 років. 2003 року здобув у Балатонлелле титул командного чемпіона Європи серед юніорів до 18 років, тоді як в Денізлі — золоту медаль на юнацькій олімпіаді до 16 років. Був також багаторазовим призером індивідуального чемпіонату Угорщини серед юніорів, зокрема, в роках: 2001 (1-ше місце до 14 років), 2004 (1-2-ге місце, до 18 років) та 2005 (2-ге місце, до 18 років). У 2011 році здобув золоту медаль чемпіонату Угорщини.
Гросмейстерські норми виконав у Будапешті, на двох турнірах First Saturday, 2005 (FS12 GM-А, 1-ше місце) і 2007 (FS06 GM, поділив 1-місце разом з Марком Блювштейном і Левенте Вайдою). а також у Харкані (2006).
До інших його успіхів до міжнародних турнірах належать:
- двічі поділив 1-ше місце на турнірах First Saturday у Будапешті у 2005 році. (FS02 GM, разом з Тібором Фогараші і FS08 GM, разом з Девідом Берцешом і Златко Ілінчичем),
- поділив 2-ге місце в Пакші (2005, позаду Ральфа Окессона, разом з Вільямом Пашаллом),
- поділив 1-ше місце в Залакароші (2006, разом з Дьюлою Саксом, Ласло Гондою і Девідом Берцешом),
- поділив 1-ше місце в харкані (2007, разом з Аттілою Цебе),
- поділив 1-ше місце в Порто-Сан-Джорджо (2008, разом із зокрема, Іваном Фараго),
- поділив 2-ге місце в Дайцизау (2008, позаду Фалько Біндріха, разом із, зокрема, Борисом Чаталбашевим, Сергієм Федорчуком, Олександром Графом і Фернандо Перальтою),
- посів 1-ше місце в Берліні (2009),
- поділив 1-ше місце в Балатонлелле (2009, разом з Рафалом Антоневським),
- поділив 1-ше місце в Сараєво (2012, турнір" Босна, разом з Євгеном Постним і Михайлом Антиповим).

Багаторазовий представник Угорщини на командних турнірах, зокрема:
- на командному чемпіонаті світу (2011)[4],
- на командному чемпіонаті Європи (2013)[5],
- сім разів на BŁĄD; багаторазовий призер, зокрема в командному заліку — двічі золотий (2006, 2012), срібний (2008) і бронзовий (2009)[6].

Найвищий рейтинг Ело в кар'єрі мав станом на 1 жовтня 2013 року, досягнувши 2661 очок займав тоді 88-ме місце в світовому рейтинг-листі ФІДЕ, одночасно займаючи 6-те місце серед угорських шахістів.

## Зміни рейтингу
| На цьому місці має відображатися графік чи діаграма, однак з технічних причин його відображення наразі вимкнено. Будь ласка, не видаляйте код, який викликає це повідомлення. Розробники вже працюють для того, щоби відновити штатне функціонування цього графіка або діаграми. | |
| | На цьому місці має відображатися графік чи діаграма, однак з технічних причин його відображення наразі вимкнено. Будь ласка, не видаляйте код, який викликає це повідомлення. Розробники вже працюють для того, щоби відновити штатне функціонування цього графіка або діаграми. |